# MotoGP: Ultimate Racing Technology 3
Pour le jeu vidéo de 2003, voir MotoGP 3.
MotoGP: Ultimate Racing Technology 3 est un jeu vidéo de course, développé par Climax Racing et édité par THQ, sorti en Europe en septembre 2005 sur Xbox et Windows. C'est le troisième jeu de la série MotoGP: Ultimate Racing Technology.

## Accueil
- Jeuxvideo.com : 17/20 (XB)[1] - 15/20 (PC)[2]